# Paranchodemus
Paranchodemus is een geslacht van kevers uit de familie van de loopkevers (Carabidae). De wetenschappelijke naam van het geslacht is voor het eerst geldig gepubliceerd in 1978 door Habu.

## Soorten
Het geslacht Paranchodemus omvat de volgende soorten:
- Paranchodemus calleides (Bates, 1883)
- Paranchodemus davidis Liebherr, 1989
- Paranchodemus ishiguroi Morita; Toda & Kanie, 2008
- Paranchodemus thibetanus (Morvan, 1998)